# Kobarid
Kobarid (en italien : Caporetto, en allemand : Karfreit) est une commune (občina) de Slovénie, située dans le Littoral slovène à l'extrémité occidentale du pays.

## Géographie

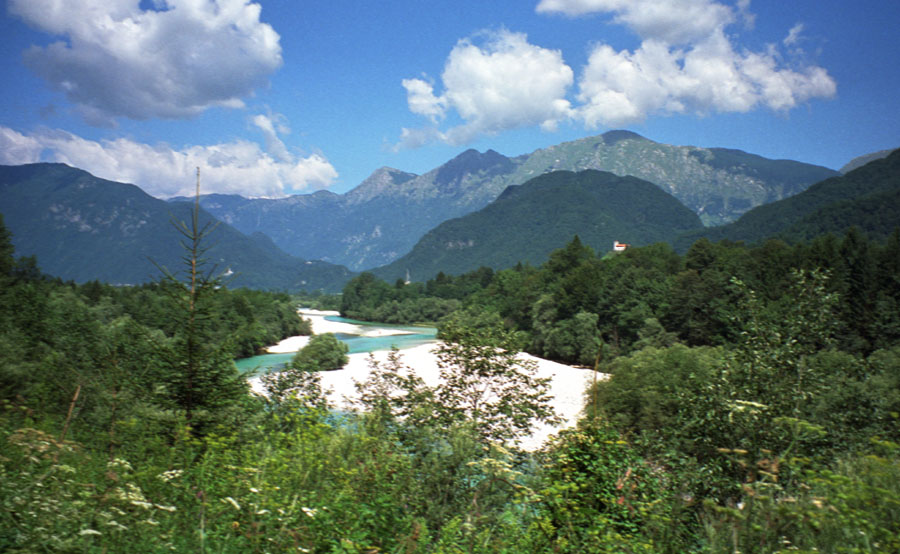
Le fleuve Isonzo près de Kobarid.

La commune est située dans la vallée du fleuve Isonzo ( Soča en slovène) et du Natisone (Nadiža) au sein des Alpes juliennes, près de la frontière italienne à l'ouest. C'est l'une des quinze municipalités de la région de Goriška.

### Villages
Les localités qui composent la commune sont Avsa, Borjana, Breginj, Drežnica, Drežniške Ravne, Homec, Idrsko, Jevšček, Jezerca, Kobarid, Koseč, Kred, Krn, Ladra, Libušnje, Livek, Livške Ravne, Logje, Magozd, Mlinsko, Perati, Podbela, Potoki, Robidišče, Robič, Sedlo, Smast, Stanovišče, Staro selo, Sužid, Svino, Trnovo ob Soči et Vrsno.

## Histoire
La zone fut habitée par les Romains et des vestiges datant du Ve siècle y ont été retrouvés. Les peuplades Slaves, à l'origine des Slovènes, arrivèrent dans la région vers le VIe siècle. La vallée de l'Isonzo jusqu'au pied des Alpes juliennes faisait partie du duché de Frioul, l'un des États institués par les Lombards en Italie (la Lombardie majeure). Conquis par Charlemagne en 774, cette terre est devenue une possession du Saint-Empire romain au Moyen Âge central et fut incorporée dans la vaste marche de Vérone en 952. À partir de 1077, elle appartenait à la sphère d'influence des seigneurs temporels du patriarcat d'Aquilée.
La majeure partie de la région appartint ensuite à la république de Venise, à part de la Goriška, les domaines des comtes de Goritz qui en 1500 sont soumis sous la tutelle des archiducs autrichiens de la maison de Habsbourg. Avec les duchés adjacents de Carinthie et de Carniole ils furent administrés au sein de l'Autriche intérieure.
Jusqu'en 1917, la zone était à la frontière occidentale de l’empire d’Autriche-Hongrie. Lors de la Première Guerre mondiale, la région, située sur la ligne de front, est devenue tristement célèbre à la suite de la bataille de Caporetto qui vit la déroute de l'armée italienne devant l'attaque des forces germano-autrichiennes (24 octobre 1917). La retraite italienne a été décrite dans le roman d'Ernest Hemingway, L'Adieu aux armes. Un musée situé au centre de la localité de Kobarid retrace l'épopée de la bataille.

## Démographie
Entre 1999 et 2021, la population de la commune de Kobarid a graduellement diminué pour avoisiner les 4 000 habitants,.
Évolution démographique
| 1999  | 2000  | 2001  | 2002  | 2003  | 2004  | 2005  | 2006  | 2007  |
| ----- | ----- | ----- | ----- | ----- | ----- | ----- | ----- | ----- |
| 4 602 | 4 588 | 4 592 | 4 596 | 4 537 | 4 506 | 4 517 | 4 471 | 4 436 |
| 2008  | 2009  | 2010  | 2011  | 2012  | 2013  | 2014  | 2015  | 2016  |
| 4 395 | 4 208 | 4 197 | 4 197 | 4 179 | 4 189 | 4 162 | 4 135 | 4 121 |
| 2017  | 2018  | 2019  | 2020  | 2021  |       |       |       |       |
| 4 105 | 4 104 | 4 079 | 4 052 | 4 032 |       |       |       |       |

## Personnages importants
- Simon Gregorčič, poète ;
- Joža Lovrenčič, poète ;
- Josip Pagliaruzzi, poète ;
- Simon Rutar, historien ;
- Jožef Školč, politicien  ;
- Andrej Uršič, journaliste et resistant au sein du TIGR.